# Argenteuil—Papineau—Mirabel
Pour les articles homonymes, voir Argenteuil, Papineau et Mirabel.
Circonscription électorale fédérale du Canada
Argenteuil—Papineau—Mirabel (auparavant Argenteuil, Argenteuil—Papineau et Argenteuil—Mirabel) est une ancienne circonscription électorale fédérale au Québec (Canada) ayant existé de 1979 à 2015.

## Historique
La circonscription a été créée d'abord sous le nom d'Argenteuil en 1976 avec des parties d'Argenteuil—Deux-Montagnes, Gatineau, Labelle et Terrebonne. Renommée Argenteuil—Papineau en 1980 et Argenteuil—Papineau—Mirabel en 1996.
Argenteuil—Papineau—Mirabel fut abolie en 2003 et redistribuée parmi les circonscriptions d'Argenteuil—Mirabel, Laurentides—Labelle et Rivière-du-Nord. La circonscription fut renommée Argenteuil—Papineau—Mirabel en 2004. Lors de la prochaine élection fédérale prévue en 2015, la circonscription changera encore de nom alors que le secteur Mirabel formera sa propre circonscription tandis que le reste du comté prendra le nom d'Argenteuil—La Petite-Nation.
À la suite du redécoupage de la carte électorale en 2012, la circonscription est abolie et remplacée aux élections de 2015 par les nouvelles circonscriptions d'Argenteuil—La Petite-Nation et Mirabel.

## Géographie
La circonscription consistait en MRC d'Argenteuil et Papineau, et des parties ouest des MRC des Pays-d'en-Haut et Deux-Montagnes.
La circonscription comprenait:
- Les villes de Mirabel, Lachute, Brownsburg-Chatham, Papineauville et Thurso
- Les municipalités d'Oka, Saint-Placide, Saint-Joseph-du-Lac, Pointe-Calumet, Saint-André-d'Argenteuil, Saint-Adolphe-d'Howard, Morin-Heights, Mille-Isles, Wentworth-Nord, Grenville-sur-la-Rouge, Calumet, Lac-des-Seize-Îles, Boileau, Namur, Saint-Émile-de-Suffolk, Lac-des-Plages, Chénéville, Notre-Dame-de-Bonsecours, Fassett, Montebello, Plaisance, Saint-André-Avellin, Notre-Dame-de-la-Paix, Ripon, Montpellier, Mayo, Saint-Sixte, Mulgrave-et-Derry, Duhamel, Val-des-Bois et Bowman
- La municipalité de village de Grenville
- Les municipalités de canton de Gore, Wentworth, Harrington, Lochaber et Lochaber-Partie-Ouest
- La communauté mohawk de Kanesatake

Les circonscriptions limitrophes étaient Pontiac, Laurentides—Labelle, Rivière-du-Nord, Terrebonne—Blainville, Marc-Aurèle-Fortin, Rivière-des-Mille-Îles, Pierrefonds—Dollard, Lac-Saint-Louis, Vaudreuil-Soulanges et Glengarry—Prescott—Russell.

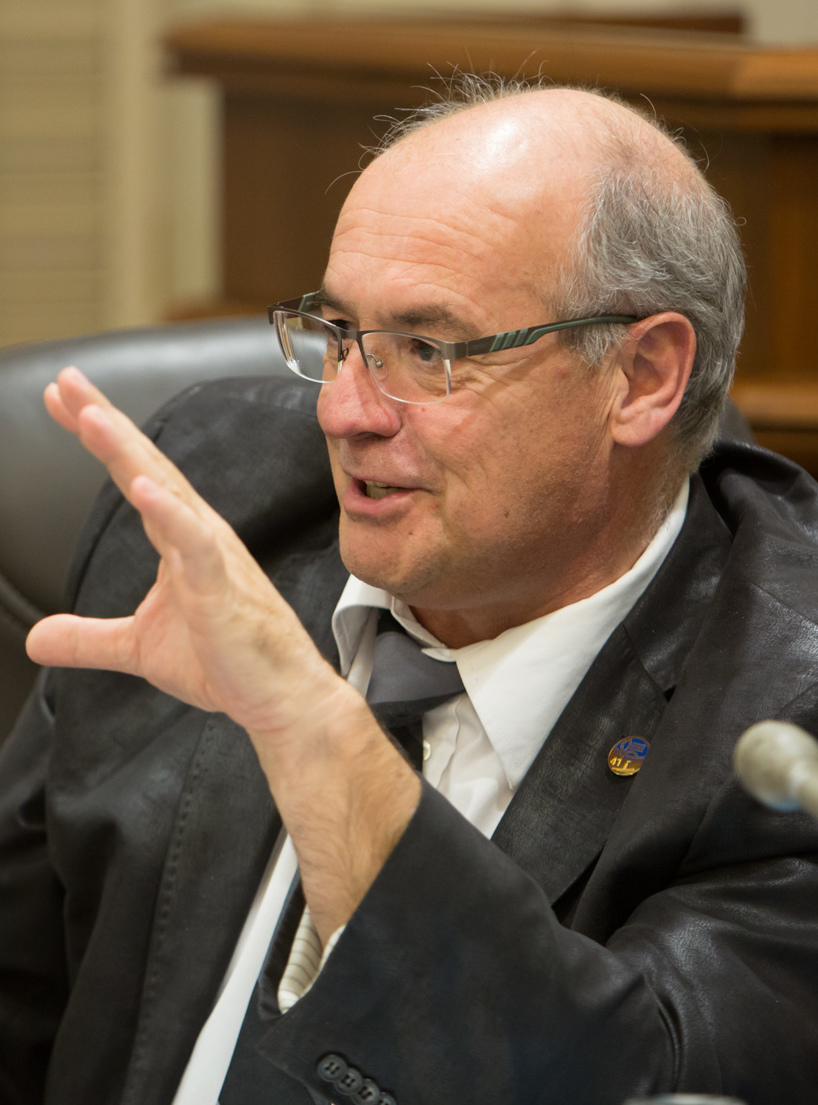
Mario Laframboise

## Députés
| Législature                                                                    | Années    | Député            | Député            | Parti                     |
| ------------------------------------------------------------------------------ | --------- | ----------------- | ----------------- | ------------------------- |
| Argenteuil issue de Argenteuil—Deux-Montagnes, Gatineau, Labelle et Terrebonne |           |                   |                   |                           |
| 31e                                                                            | 1979–1980 |                   | Robert Gourd      | Libéral                   |
| 32e                                                                            | 1980–1984 |                   | Robert Gourd      | Libéral                   |
| Argenteuil—Papineau                                                            |           |                   |                   |                           |
| 33e                                                                            | 1984–1988 |                   | Lise Bourgault    | Progressiste-conservateur |
| 34e                                                                            | 1988–1993 |                   | Lise Bourgault    | Progressiste-conservateur |
| 35e                                                                            | 1993–1997 |                   | Maurice Dumas     | Bloc québécois            |
| Argenteuil—Papineau—Mirabel                                                    |           |                   |                   |                           |
| 36e                                                                            | 1997–2000 |                   | Maurice Dumas     | Bloc québécois            |
| 37e                                                                            | 2000–2004 | Mario Laframboise |                   | Bloc québécois            |
| Argenteuil—Mirabel                                                             |           |                   |                   |                           |
| 38e                                                                            | 2004–2006 |                   | Mario Laframboise | Bloc québécois            |
| Argenteuil—Papineau—Mirabel                                                    |           |                   |                   |                           |
| 39e                                                                            | 2006–2008 |                   | Mario Laframboise | Bloc québécois            |
| 40e                                                                            | 2008–2011 |                   | Mario Laframboise | Bloc québécois            |
| 41e                                                                            | 2011–2015 |                   | Mylène Freeman    | Néo-démocrate             |
| Redistribuée parmi Argenteuil—La Petite-Nation et Mirabel                      |           |                   |                   |                           |

## Résultats électoraux
|       | Candidat                    | Parti              | # de voix | % des voix |
|       | Yvan Patry                  | Conservateur       | +06 497,  | 11,15 %    |
|       | Mario Laframboise (sortant) | Bloc québécois     | +16 880,  | 28,96 %    |
|       | Daniel Fox                  | Libéral            | +07 135,  | 12,24 %    |
|       | Mylène Freeman              | NPD                | +25 802,  | 44,27 %    |
|       | Stephen Matthews            | Vert               | +01 506,  | 2,58 %     |
|       | Christian-Simon Ferlatte    | Marxiste-léniniste | +00117,   | 0,2 %      |
|       | Michel Daniel Guibord       | Indépendant        | +00342,   | 0,59 %     |
| Total | Total                       | Total              | 58 279    | 100 %      |

|       | Candidat                    | Parti              | # de voix | % des voix |
|       | Scott Pearce                | Conservateur       | +09 584,  | 17,43 %    |
|       | Mario Laframboise (sortant) | Bloc québécois     | +26 455,  | 48,1 %     |
|       | André Robert                | Libéral            | +09 984,  | 18,15 %    |
|       | Alain Senécal               | NPD                | +06 819,  | 12,4 %     |
|       | Pierre Audette              | Vert               | +02 055,  | 3,74 %     |
|       | Christian-Simon Ferlatte    | Marxiste-léniniste | +00098,   | 0,18 %     |
| Total | Total                       | Total              | 54 995    | 100 %      |